# Vecsési járás
A Vecsési járás Pest vármegyéhez tartozó járás Magyarországon, amely 2013-ban jött létre. Székhelye Vecsés. Területe 119,74 km², népessége 47 126 fő, népsűrűsége pedig 394 fő/km² volt 2013. elején. 2013. július 15-én három város és egy község (Ecser nagyközség) tartozott hozzá.
A Vecsési járás a 2013-ban újonnan létrehozott járások közé tartozik, a járások 1983-as megszüntetése előtt nem létezett, Vecsés korábban soha nem töltött be járási székhely szerepet, és a kistérségi rendszerben is a Monori kistérség települése volt.
2014-ben a Gazdaság- és Vállalkozáskutató Intézet kutatása megállapította, hogy a Vecsési járás Magyarország második legfejlettebb járása.

## Települései
| Település | Rang (2013. július 15.) | Közös hivatal | Kistérség (2013. január 1.) | Népesség (2013. január 1.) | Terület (km²) |
| --------- | ----------------------- | ------------- | --------------------------- | -------------------------- | ------------- |
| Vecsés    | járásszékhely város     |               | Monori                      | 20 164                     | 36,17         |
| Maglód    | város                   |               | Monori                      | 11 753                     | 22,37         |
| Üllő      | város                   |               | Monori                      | 11 585                     | 48,1          |
| Ecser     | nagyközség              |               | Monori                      | 3 624                      | 13,1          |